# World Series of Poker Online 2020
Die World Series of Poker Online 2020 war die erste Austragung dieser Pokerturnierserie. Sie wurde vom 1. Juli bis 8. September 2020 auf den Onlinepoker-Plattformen WSOP.com und GGPoker ausgespielt und ersetzte die 51. Austragung der Poker-Weltmeisterschaft, die aufgrund der COVID-19-Pandemie nicht veranstaltet wurde.

## Turniere

### Struktur
Die 51. Austragung der World Series of Poker, die ursprünglich vom 26. Mai bis 15. Juli 2020 im Rio All-Suite Hotel and Casino in Paradise am Las Vegas Strip hätte stattfinden sollen, wurde im April 2020 aufgrund der COVID-19-Pandemie auf zunächst unbestimmte Zeit verschoben und letztlich nicht veranstaltet. Im Juni 2020 wurde die Online-Austragung der Turnierserie bekanntgegeben, wobei im Juli täglich ein Turnier auf WSOP.com ausgetragen und ab dem 19. Juli weitere 54 Turniere bei GGPoker gespielt wurden. Zum Spielen auf WSOP.com musste sich ein Teilnehmer im US-Bundesstaat Nevada oder New Jersey aufhalten. Der Buy-in lag zwischen 50 und 25.000 US-Dollar. Für einen Turniersieg erhielten die Spieler neben dem Preisgeld ein Bracelet. Der Kanadier Alek Stasiak gewann als einziger Spieler zwei Bracelets; mit Kristen Foxen, Thi Truong und Melika Razavi waren zudem drei Frauen siegreich.

### Turnierplan

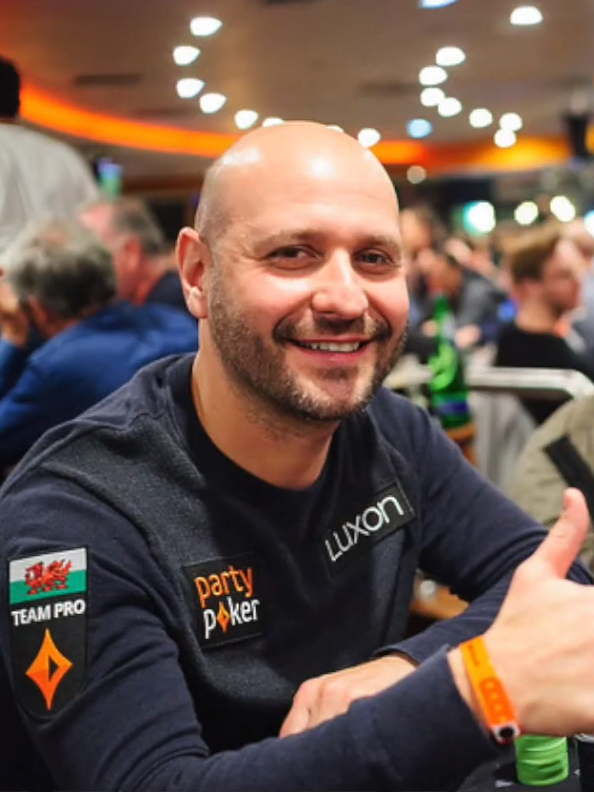
Roberto Romanello vollendete mit seinem Sieg die Triple Crown

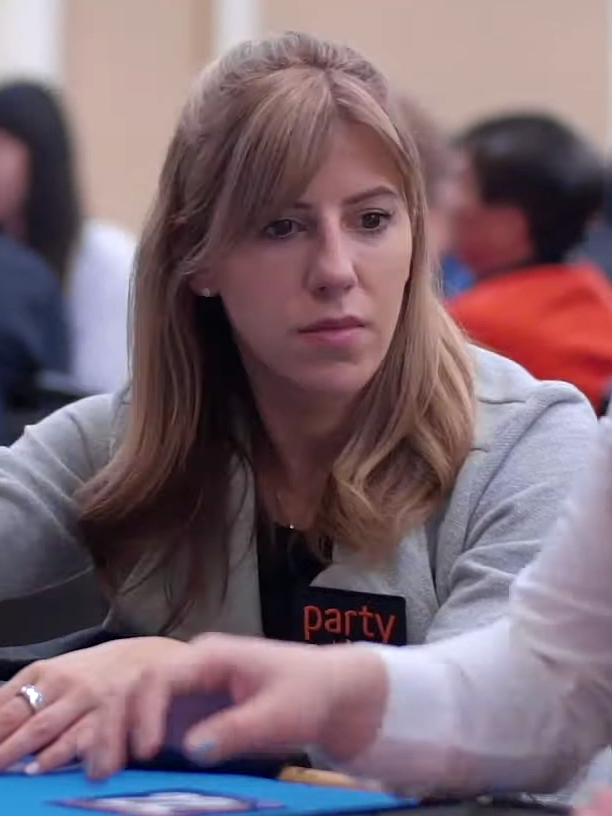
Kristen Foxen gewann als eine von drei Frauen ein Bracelet

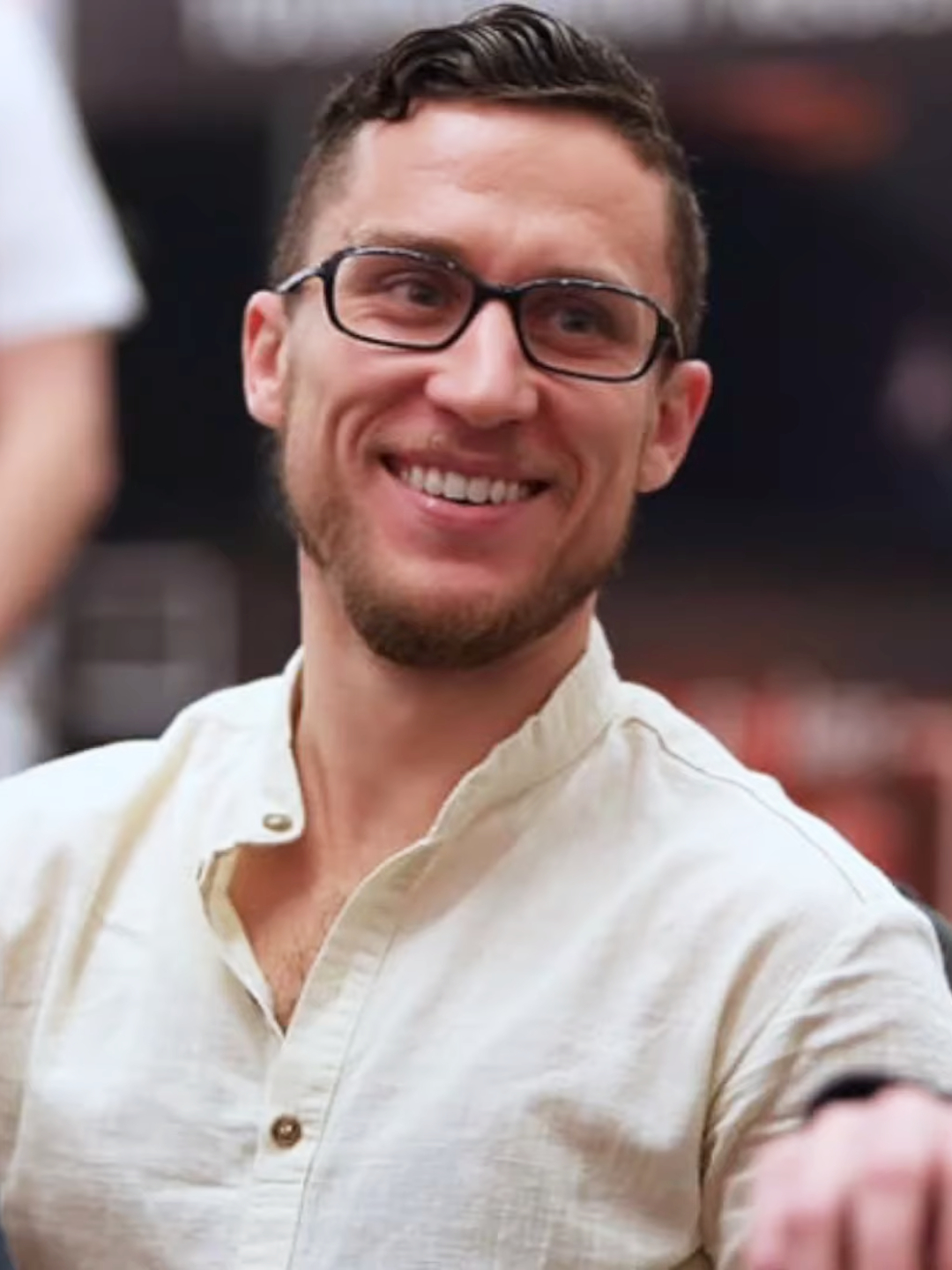
Daniel Dvoress gewann das Millionaire Maker

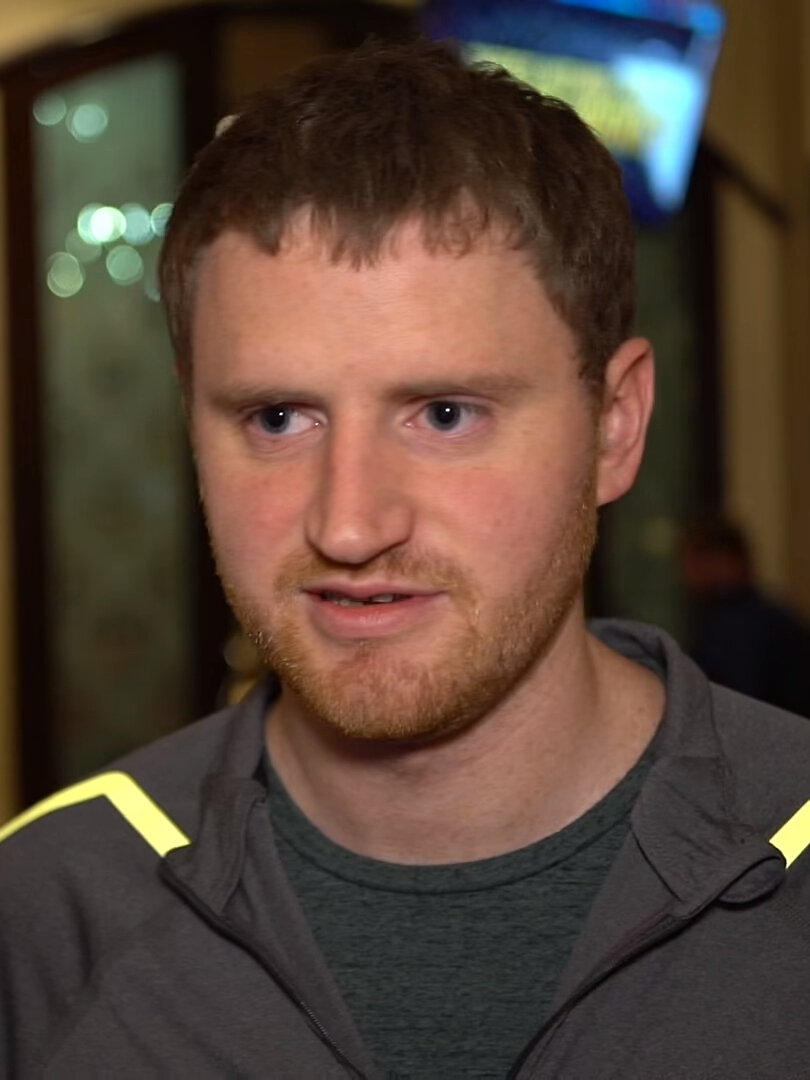
David Peters gewann die Heads-Up Championship

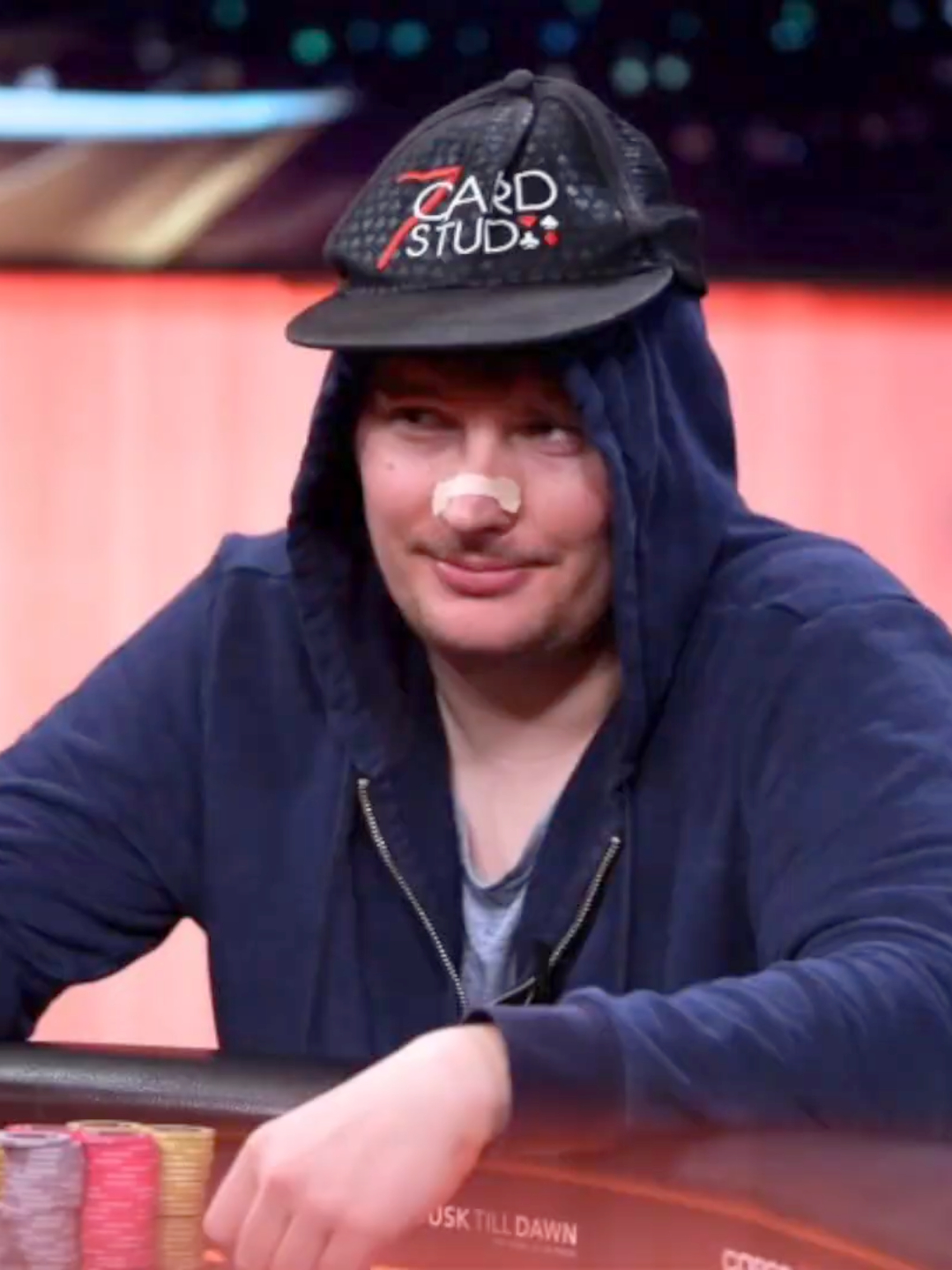
Christian Rudolph gewann die NLH Poker Players Championship

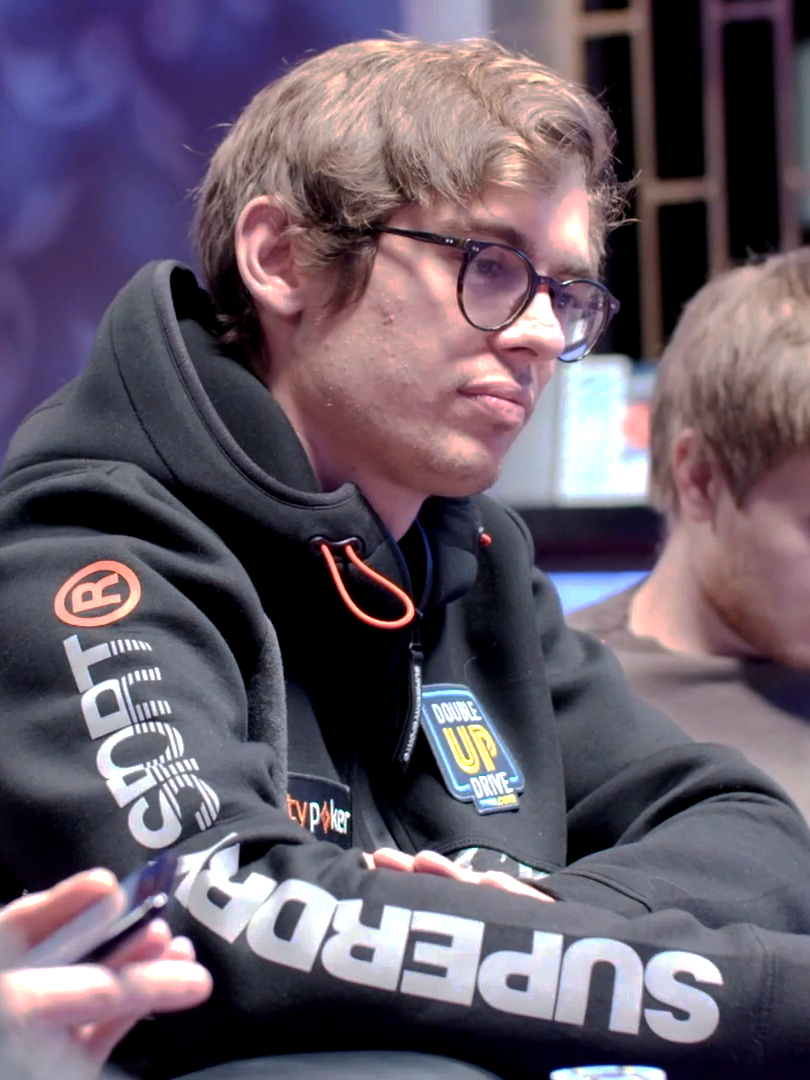
Fedor Holz gewann das Heads Up NLHE

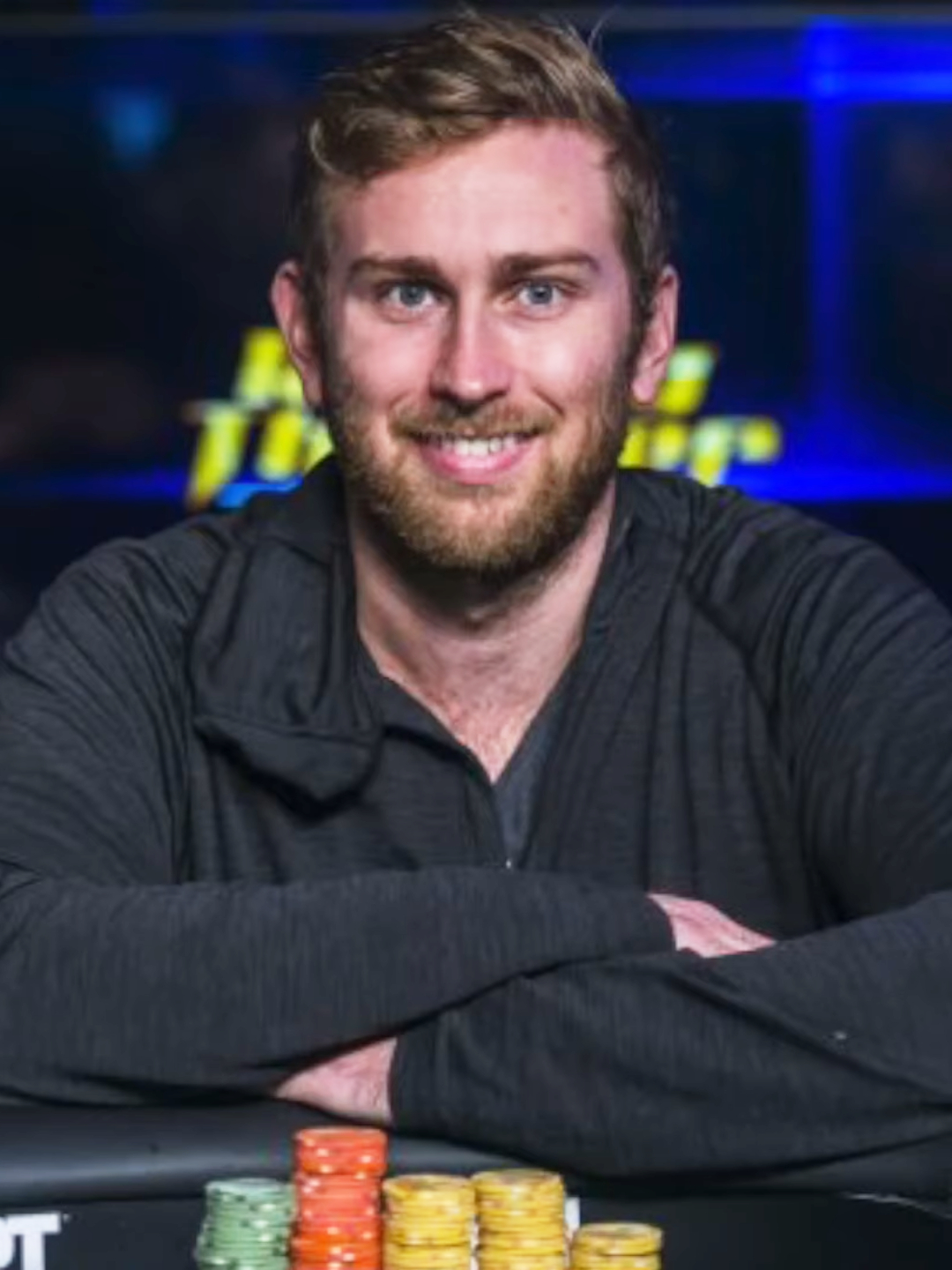
Connor Drinan gewann die WSOP Super Million$

Im Falle eines mehrfachen Braceletgewinners gibt die Zahl hinter dem Spielernamen an, das wievielte Bracelet in diesem Turnier gewonnen wurde.
| #  | Plattform | Buy-in (in $) | Turnier                                                  | Turnierbeginn | Teilnehmer | Sieger                    | Nickname     | Herkunft               | Preisgeld (in $) |
| -- | --------- | ------------- | -------------------------------------------------------- | ------------- | ---------- | ------------------------- | ------------ | ---------------------- | ---------------- |
| 1  | WSOP.com  | 00.500        | No Limit Hold’em Kick-Off                                | 1. Juli 2020  | 01.715     | Jonathan Dokler           | Art.Vandelay | Vereinigte Staaten     | 0.130.425        |
| 2  | WSOP.com  | 01.000        | No Limit Hold’em 8-Handed Deepstack                      | 2. Juli 2020  | 00.919     | Louis Lynch               | PokeThese    | Vereinigte Staaten     | 0.168.585        |
| 3  | WSOP.com  | 00.400        | No Limit Hold’em                                         | 3. Juli 2020  | 02.091     | Robert Kuhn               | bustinballs  | Vereinigte Staaten     | 0.115.849        |
| 4  | WSOP.com  | 00.500        | No Limit Hold’em Super Turbo                             | 4. Juli 2020  | 01.179     | Matthew Bode              | Bodeyster    | Vereinigte Staaten     | 0.097.090        |
| 5  | WSOP.com  | 01.000        | No Limit Hold’em Freezeout                               | 5. Juli 2020  | 00.854     | Allen Chang               | Acnyc718     | Vereinigte Staaten     | 0.161.286        |
| 6  | WSOP.com  | 00.600        | PLO8 6-Handed                                            | 6. Juli 2020  | 00833      | Nathan Gamble (2)         | surfbum      | Vereinigte Staaten     | 0.089.424        |
| 7  | WSOP.com  | 00.800        | No Limit Hold’em Knockout Deepstack                      | 7. Juli 2020  | 00.989     | Joon Kim                  | jykpoker     | Vereinigte Staaten     | 0.103.126        |
| 8  | WSOP.com  | 00.500        | No Limit Hold’em Freezeout                               | 8. Juli 2020  | 01.479     | Alan Goehring             | GladiusIII   | Vereinigte Staaten     | 0.119.399        |
| 9  | WSOP.com  | 01.000        | No Limit Hold’em 6-Max                                   | 9. Juli 2020  | 01.026     | Ron McMillen              | MacDaddy15   | Vereinigte Staaten     | 0.188.214        |
| 10 | WSOP.com  | 00.600        | No Limit Hold’em Monster Stack                           | 10. Juli 2020 | 02.074     | Ryan Torgerson            | Im.sorry     | Vereinigte Staaten     | 0.172.361        |
| 11 | WSOP.com  | 00.500        | No Limit Hold’em Turbo Deepstack 6-Handed                | 11. Juli 2020 | 01.691     | Raman Afanassenka         | Acrogum      | Belarus                | 0.128.601        |
| 12 | WSOP.com  | 00.500        | The Big 500 No Limit Hold’em                             | 12. Juli 2020 | 02.427     | Ryan Depaulo              | joeyisamush  | Vereinigte Staaten     | 0.159.563        |
| 13 | WSOP.com  | 01.500        | No Limit Hold’em High Roller Freezeout                   | 13. Juli 2020 | 00.649     | Michael Lech              | MiguelFiesta | Vereinigte Staaten     | 0.164.248        |
| 14 | WSOP.com  | 03.200        | No Limit Hold’em High Roller                             | 14. Juli 2020 | 00.496     | Joe McKeehen (3)          | fanofdapoker | Vereinigte Staaten     | 0.352.985        |
| 15 | WSOP.com  | 01.000        | PLO 8-Max HR                                             | 15. Juli 2020 | 00.663     | Guy Dunlap                | PhilLaak     | Vereinigte Staaten     | 0.133.780        |
| 16 | WSOP.com  | 00.500        | No Limit Hold’em Turbo                                   | 16. Juli 2020 | 01.528     | Terrell Cheatham          | Heezahustla  | Vereinigte Staaten     | 0.116.204        |
| 17 | WSOP.com  | 00.777        | No Limit Hold’em                                         | 17. Juli 2020 | 01.382     | Pat Lyons                 | IchiiKawawa  | Vereinigte Staaten     | 0.173.551        |
| 18 | WSOP.com  | 01.000        | No Limit Hold’em 8-Handed Turbo DeepStack                | 18. Juli 2020 | 00.987     | Scott Hempel              | BudLightLime | Kanada                 | 0.181.060        |
| 19 | GGPoker   | 00.100        | The Opener                                               | 26. Juli 2020 | 29.306     | Marcelo Jakovljevic Pudla | Marolo       | Brasilien              | 0.265.879        |
| 20 | GGPoker   | 01.111        | Every 1 for Covid Relief (Caesars Cares)                 | 26. Juli 2020 | 02.323     | Alek Stasiak              | astazz       | Kanada                 | 0.343.203        |
| 21 | WSOP.com  | 00.400        | No Limit Hold’em                                         | 19. Juli 2020 | 02.545     | Kenny Huynh               | Chopuh       | Vereinigte Staaten     | 0.133.856        |
| 22 | GGPoker   | 00.525        | Super Turbo Bounty No Limit Hold’em 6-Handed             | 19. Juli 2020 | 02.214     | Shoma Ishikawa            | pp_syon      | Japan                  | 0.082.425        |
| 23 | WSOP.com  | 00.500        | PLO 6-Handed                                             | 20. Juli 2020 | 01.137     | Kevin Gerhart (2)         | TheRealKG    | Vereinigte Staaten     | 0.097.571        |
| 24 | GGPoker   | 05.000        | Pot Limit Omaha Championship                             | 21. Juli 2020 | 00.328     | Juha Helppi (2)           | –            | Finnland               | 0.290.286        |
| 25 | WSOP.com  | 00.777        | No Limit Hold’em 6-Handed                                | 21. Juli 2020 | 01.361     | Tony Dunst (2)            | Panoramic    | Vereinigte Staaten     | 0.168.342        |
| 26 | GGPoker   | 01.500        | Fifty Stack No Limit Hold’em                             | 22. Juli 2020 | 01.342     | Michael Clacher           | YesPlease    | Sudafrika              | 0.297.496        |
| 27 | WSOP.com  | 00.500        | No Limit Hold’em Turbo Deepstack                         | 22. Juli 2020 | 01.579     | Allan Cheung              | Treeoflife   | Vereinigte Staaten     | 0.120.082        |
| 28 | GGPoker   | 01.050        | Bounty Pot Limit Omaha                                   | 23. Juli 2020 | 00.971     | Hun Wei Lee               | –            | Neuseeland             | 0.161.886        |
| 29 | WSOP.com  | 00.500        | No Limit Hold’em Knockout                                | 23. Juli 2020 | 01.452     | Raymond Avant             | Avant9201    | Vereinigte Staaten     | 0.093.775        |
| 30 | WSOP.com  | 00.400        | No Limit Hold’em 8-Handed                                | 24. Juli 2020 | 02.408     | Nick Binger (2)           | samadhi      | Vereinigte Staaten     | 0.133.412        |
| 31 | GGPoker   | 00.600        | Monster Stack No Limit Hold’em 6-Handed (Asia Time Zone) | 25. Juli 2020 | 02.007     | Aaron Wijaya              | fishnchip    | China Volksrepublik    | 0.171.389        |
| 32 | WSOP.com  | 00.500        | No Limit Hold’em Summer Saver                            | 25. Juli 2020 | 02.155     | Nicholas Kiley            | MrFinalT     | Vereinigte Staaten     | 0.149.244        |
| 33 | GGPoker   | 01.500        | No Limit Hold’em (Asia Time Zone)                        | 26. Juli 2020 | 00.922     | Roberto Romanello         | –            | Vereinigtes Konigreich | 0.216.212        |
| 34 | GGPoker   | 02.500        | Pot Limit Omaha                                          | 26. Juli 2020 | 00.532     | Simon Löfberg             | –            | Schweden               | 0.224.493        |
| 35 | GGPoker   | 00.400        | Colossus                                                 | 26. Juli 2020 | 12.757     | Ranno Sootla              | –            | Estland                | 0.595.930        |
| 36 | GGPoker   | 00.400        | Plossus                                                  | 26. Juli 2020 | 04.356     | Yuri Dzivielevski (2)     | –            | Brasilien              | 0.221.556        |
| 37 | WSOP.com  | 00.500        | No Limit Hold’em Grande Finale                           | 26. Juli 2020 | 02.502     | Ethan Yau                 | RampageP     | Vereinigte Staaten     | 0.164.493        |
| 38 | WSOP.com  | 00.400        | No Limit Hold’em Freezeout                               | 27. Juli 2020 | 01.940     | Ian Steinman              | APokerJoker2 | Vereinigte Staaten     | 0.110.556        |
| 39 | GGPoker   | 10.000        | Short Deck No Limit Hold’em Championship                 | 28. Juli 2020 | 00.130     | Lev Gottlieb              | LevMeAlone   | Mexiko                 | 0.276.393        |
| 40 | WSOP.com  | 01.000        | Omaha 8 6-Max                                            | 28. Juli 2020 | 00.525     | William Romaine           | SlaweelRyam  | Vereinigte Staaten     | 0.110.673        |
| 41 | GGPoker   | 02.500        | No Limit Hold’em 6-Handed                                | 29. Juli 2020 | 00.892     | Kristen Foxen (3)         | –            | Kanada                 | 0.356.412        |
| 42 | WSOP.com  | 00.600        | No Limit Hold’em Turbo Deepstack 6-Handed                | 29. Juli 2020 | 00.747     | Nick Guagenti             | ShadowJacker | Vereinigte Staaten     | 0.305.433        |
| 43 | GGPoker   | 00.840        | Bounty No Limit Hold’em                                  | 30. Juli 2020 | 02.382     | Patrick Kennedy           | Muddington   | Vereinigtes Konigreich | 0.140.768        |
| 44 | WSOP.com  | 00.500        | No Limit Hold’em Senior’s Event                          | 30. Juli 2020 | 00.720     | Jonathan Lessin           | SugarJ       | Vereinigte Staaten     | 0.064.411        |
| 45 | WSOP.com  | 01.000        | No Limit Hold’em Championship                            | 31. Juli 2020 | 02.126     | Nahrain Tamero            | 2Rivers      | Vereinigte Staaten     | 0.310.831        |
| 46 | GGPoker   | 00.500        | Deepstack No Limit Hold’em (Asia Time Zone)              | 1. Aug. 2020  | 02.307     | Sung Joo Hyun             | ArtePokerTV  | Korea Sud              | 0.161.898        |
| 47 | GGPoker   | 01.000        | Short Deck No Limit Hold’em (Asia Time Zone)             | 2. Aug. 2020  | 00.487     | Paul Teoh                 | Paul Teoh    | Malaysia               | 0.082.202        |
| 48 | GGPoker   | 01.500        | Millionaire Maker                                        | 2. Aug. 2020  | 06.299     | Daniel Dvoress            | –            | Kanada                 | 1.489.288        |
| 49 | GGPoker   | 00.500        | Turbo Deepstack No Limit Hold’em                         | 2. Aug. 2020  | 02.978     | Vladas Burneikis          | apuokos      | Litauen                | 0.192.523        |
| 50 | GGPoker   | 02.100        | No Limit Hold’em Bounty Championship                     | 4. Aug. 2020  | 01.168     | Enrico Camosci            | GTOExploiter | Italien                | 0.184.579        |
| 51 | GGPoker   | 00.400        | Pot Limit Omaha                                          | 5. Aug. 2020  | 02.005     | Eoghan O’Dea              | DrRoche      | Irland                 | 0.100.945        |
| 52 | GGPoker   | 01.000        | No Limit Hold’em                                         | 6. Aug. 2020  | 02.006     | Alek Stasiak (2)          | astazz       | Kanada                 | 0.273.504        |
| 53 | GGPoker   | 00.800        | Double Stack Pot Limit Omaha (Asia Time Zone)            | 8. Aug. 2020  | 00.831     | Frank Crivello            | Sbma2016     | Vereinigte Staaten     | 0.094.252        |
| 54 | GGPoker   | 10.000        | Heads Up No Limit Hold’em Championship                   | 8. Aug. 2020  | 00.128     | David Peters (2)          | –            | Vereinigte Staaten     | 0.360.480        |
| 55 | GGPoker   | 01.032        | No Limit Hold’em Asia Time Zone Championship             | 9. Aug. 2020  | 03.247     | Luis Assunção Garla       | Xapilskinha  | Brasilien              | 0.458.261        |
| 56 | GGPoker   | 00.150        | GGMasters WSOP Edition (Freezeout)                       | 9. Aug. 2020  | 09.835     | Anatoli Suwarow           | Pohitrusha   | Russland               | 0.183.525        |
| 57 | GGPoker   | 01.500        | GGMasters WSOP Edition (High Roller, Freezeout)          | 9. Aug. 2020  | 02.153     | Seth Fischer              | AbeFroman    | Vereinigte Staaten     | 0.444.868        |
| 58 | GGPoker   | 05.000        | No Limit Hold’em 6-Handed Championship                   | 11. Aug. 2020 | 00.672     | Ravid Garbi               | jerbi9999    | Israel                 | 0.531.513        |
| 59 | GGPoker   | 02.500        | Double Stack No Limit Hold’em                            | 12. Aug. 2020 | 01.061     | Leonardo Mattos           | Babaehduro   | Brasilien              | 0.399.046        |
| 60 | GGPoker   | 00.525        | Bounty No Limit Hold’em 6-Handed                         | 13. Aug. 2020 | 03.170     | Orhan Ateş                | yirtil       | Turkei                 | 0.114.584        |
| 61 | GGPoker   | 00.300        | Monster Stack No Limit Hold’em 6-Handed (Asia Time Zone) | 15. Aug. 2020 | 03.491     | Alexander Stacey          | MightyWarior | Vereinigtes Konigreich | 0.127.659        |
| 62 | GGPoker   | 01.500        | Pot Limit Omaha                                          | 16. Aug. 2020 | 00.990     | Bradley Ruben             | DrStrange7   | Vereinigte Staaten     | 0.220.159        |
| 63 | GGPoker   | 00.500        | Mini Main Event                                          | 16. Aug. 2020 | 15.205     | Ivan Žufić                | zufo16       | Kroatien               | 0.843.460        |
| 64 | GGPoker   | 00.840        | Turbo Bounty No Limit Hold’em                            | 16. Aug. 2020 | 02.207     | Kartik Ved                | Mandovi      | Indien                 | 0.131.461        |
| 65 | GGPoker   | 00.600        | No Limit Hold’em Deepstack Championship                  | 18. Aug. 2020 | 02.911     | Dmytro Bystrosowrow       | Too Bad      | Ukraine                | 0.227.906        |
| 66 | GGPoker   | 00.800        | Pot Limit Omaha                                          | 19. Aug. 2020 | 01.281     | Toby Joyce                | shinerrr     | Irland                 | 0.139.453        |
| 67 | GGPoker   | 00.500        | Limit Hold’em                                            | 20. Aug. 2020 | 00.706     | Gregor Müller             | soulsntfaces | Osterreich             | 0.045.102        |
| 68 | GGPoker   | 00.500        | Deepstack No-Limit Hold’em (Asia Time Zone)              | 22. Aug. 2020 | 02.315     | Anson Tsang (2)           | Tara@0z      | Hongkong               | 0.150.460        |
| 69 | GGPoker   | 01.500        | Marathon No Limit Hold’em (Asia Time Zone)               | 23. Aug. 2020 | 01.438     | Nick Maimone              | rdcrsn       | Vereinigte Staaten     | 0.302.472        |
| 70 | GGPoker   | 25.000        | NLH Poker Players Championship                           | 23. Aug. 2020 | 00.407     | Christian Rudolph         | –            | Deutschland            | 1.800.290        |
| 71 | GGPoker   | 00.050        | Big 50                                                   | 23. Aug. 2020 | 44.576     | Huahuan Feng              | F7588        | China Volksrepublik    | 0.211.282        |
| 72 | GGPoker   | 01.500        | Limit Hold’em Championship                               | 25. Aug. 2020 | 00.337     | Ajay Chabra               | Ross_Geller  | Vereinigte Staaten     | 0.077.475        |
| 73 | GGPoker   | 01.000        | No Limit Hold’em 6-Handed                                | 26. Aug. 2020 | 02.202     | Jim Lefteruk              | grousegrind  | Kanada                 | 0.299.510        |
| 74 | GGPoker   | 01.500        | Pot Limit Omaha                                          | 27. Aug. 2020 | 00.972     | Thi Truong                | HoneyandTHI  | Kanada                 | 0.215.938        |
| 75 | GGPoker   | 00.300        | Double Stack No Limit Hold’em (Asia Time Zone)           | 29. Aug. 2020 | 03.552     | Trygve Leite              | FullSendWig  | Norwegen               | 0.130.100        |
| 76 | GGPoker   | 00.400        | Forty Stack No Limit Hold’em                             | 30. Aug. 2020 | 04.461     | Gediminas Uselis          | NeverGambol  | Litauen                | 0.227.185        |
| 77 | GGPoker   | 05.000        | No Limit Hold’em Main Event                              | 30. Aug. 2020 | 05.802     | Stojan Madanschiew        | –            | Bulgarien              | 3.904.685        |
| 78 | GGPoker   | 01.000        | Turbo No Limit Hold’em 6-Handed                          | 30. Aug. 2020 | 01.910     | Adnan Hacialioglu         | Bolazar      | Finnland               | 0.259.842        |
| 79 | GGPoker   | 25.000        | Heads Up NLHE                                            | 1. Sep. 2020  | 00.127     | Fedor Holz (2)            | –            | Deutschland            | 1.077.025        |
| 80 | GGPoker   | 00.600        | No Limit Hold’em 6-Handed                                | 2. Sep. 2020  | 02.408     | Jeffrey Dobrin            | ShipItFedEx  | Vereinigte Staaten     | 0.189.666        |
| 81 | GGPoker   | 01.050        | Bounty No Limit Hold’em 6-Handed                         | 3. Sep. 2020  | 01.925     | Nicolò Molinelli          | Paquitooo    | Italien                | 0.144.198        |
| 82 | GGPoker   | 01.050        | Beat the Pros (Bounty)                                   | 5. Sep. 2020  | 01.919     | Melika Razavi             | Melirazavii  | Iran                   | 0.151.127        |
| 83 | GGPoker   | 10.000        | WSOP Super Million$                                      | 6. Sep. 2020  | 00.899     | Connor Drinan             | –            | Vereinigte Staaten     | 1.423.048        |
| 84 | GGPoker   | 00.100        | WSOP Million$                                            | 6. Sep. 2020  | 34.787     | Alexander Kobbeltvedt     | Kobbajun     | Norwegen               | 0.284.402        |
| 85 | GGPoker   | 00.500        | The Closer                                               | 6. Sep. 2020  | 04.012     | Michael Gathy (4)         | Hneves       | Belgien                | 0.260.504        |

### Main Event
Das Main Event wurde ab dem 17. August 2020 auf GGPoker gespielt. Es hatte einen Buy-in von 5000 US-Dollar bei einem garantierten Preispool von 25 Millionen US-Dollar. Das Turnier bot 23 verschiedene Startmöglichkeiten, wobei jeder Spieler bei nur 3 dieser Möglichkeiten spielen durfte und auch nur der größte Stack auf den zweiten Turniertag übertragen wurde. Insgesamt registrierten sich 5802 Spieler für das Event und generierten dadurch einen Preispool von mehr als 27,5 Millionen US-Dollar, den damals höchsten bei einem Online-Pokerturnier. Der zweite Turniertag startete am 30. August 2020 und dauerte an, bis lediglich 38 Spieler verblieben. Als Chipleader in den finalen Turniertag am 5. September 2020 ging Bryan „smbdySUCKme“ Piccioli. Dort setzte sich der Bulgare Stojan Madanschiew im Heads-Up gegen die Chinesin Wenling Gao als Sieger durch und sicherte sich das Bracelet sowie eine Siegprämie von knapp 4 Millionen US-Dollar.
| Platz | Herkunft            | Spieler            | Preisgeld (in $) |
| ----- | ------------------- | ------------------ | ---------------- |
| 1     | Bulgarien           | Stojan Madanschiew | 3.904.685,63     |
| 2     | China Volksrepublik | Wenling Gao        | 2.748.605,39     |
| 3     | Vereinigte Staaten  | Tyler Rueger       | 1.928.886,64     |
| 4     | Neuseeland          | Thomas Ward        | 1.353.634,44     |
| 5     | Japan               | Satoshi Isomae     | 0.949.937,38     |
| 6     | Brasilien           | João Santos        | 0.666.636,74     |
| 7     | Deutschland         | Stefan Schillhabel | 0.467.825,26     |
| 8     | Vereinigte Staaten  | Tyler Cornell      | 0.328.305,29     |
| 9     | Vereinigte Staaten  | Samuel Taylor      | 0.230.394,66     |